# Kopanino (województwo kujawsko-pomorskie)
Kopanino – wieś w Polsce położona w województwie kujawsko-pomorskim, w powiecie toruńskim, w gminie Lubicz. Na Kopanino składa się Kopanino oraz Smolnik, zwany także Kopanino-Smolnik, położony na południe od rdzennego Kopanina i rozciągający się aż do Grabowca.

## Położenie i opis miejscowości
Położona jest ok. 10 km na południowy wschód od Torunia. Graniczy ze Złotorią i Nową Wsią od północy oraz Grabowcem i Oborami od południa. 
Przez miejscowość przepływa struga Jordan, dopływ Drwęcy.
Przez Kopanino przechodzi część autostrady A1 (odcinek od Grębocina do Czerniewic) - we wsi znajdują się dwa wiadukty nad drogą.

## Historia
W 1883 r. wieś liczyła obszar 1928 mórg z 59 budynkami, w tym było 18 domów mieszkalnych, 117 mieszkańców oraz szkoła ewangelicka. 
Obecnie jest to wieś sołecka – parafii Złotoria.
W latach 1975–1998 miejscowość administracyjnie należała do województwa toruńskiego.

## Zabytki
Obiekty o wartości historyczno-kulturowej:
- pomnik przyrody – 350-letni dąb o obwodzie 422 cm i wysokości 24 m.
- cmentarz ewangelicki nieczynny z końca XIX wieku, najstarsze nagrobki z 1893 r.
- zabudowa mieszkaniowa murowana z około 1900 r.
- chata za częścią gospodarczą drewniana z połowy XIX wieku.